# NHK西会津ラジオ中継局
NHK西会津ラジオ中継局（エヌエイチケイにしあいづラジオちゅうけいきょく）は、福島県耶麻郡西会津町にあるNHK福島放送局ラジオ第1放送の中継局である。

## 概要
- 当中継局は、県北西部の西会津町にあり、該当地域へ電波を発射している。
- 尚、NHKラジオ第2放送とラジオ福島は、周辺地域にある中継局からの電波を受信している。又、民放については、当町に接する地域にある新潟放送や山形放送も受信可能である。

## 中継局概要
| 放送局名         | 周波数  | 空中線電力 | 放送対象地域 | 放送区域内世帯数 | 中継局置局住所         |
| NHK福島ラジオ第1 | 1368kHz | 100W       | 福島県       | 約-世帯          | 耶麻郡西会津町新郷三河 |